# Улица Чернышевского (Тверь)
Улица Чернышевского — небольшая улица в исторической части Твери, расположена в Центральном районе города.

## Расположение
Улица Чернышевского является продолжением Симеоновской, начинается от улицы Салтыкова-Щедрина и продолжается в юго-восточном направлении, параллельно Медниковской улице. Пересекает Татарский переулок и упирается в Смоленский, где переходит в Московскую улицу.
Общая протяжённость улицы Чернышевского составляет 350 метров. Нумерация домов ведётся от улицы Салтыкова-Щедрина.

## История
Улица Чернышевского была проведена в соответствии с планом застройки 1760-х годов в составе предместья. Носила название Барминая улица, или улица Бармина. Происхождение этого названия неизвестно; возможно, по фамилии кого-то из проживавших на ней.
Была застроена одно- и двухэтажными деревянными и каменными домами. Из застройки конца 18 века к настоящему времени сохранились дома № 4, 6 и 9, имеющие статус памятников архитектуры.
В 1919 году Барминая улица была переименована в честь Николая Чернышевского. В 1950-х годах в начале чётной стороны было построено здание областного правительственного объединения по ремонту и пошиву обуви.
В 1961 году в начале нечётной стороны был построен четырёхэтажный кирпичный жилой д. № 1. В конце 1990-х годов началась реконструкция улицы: была снесена почти вся застройка нечётной стороны, в начале 2000-х годов на её месте было выстроено несколько малоэтажных кирпичных жилых домов. В начале 2000-х годов была снесена застройка чётной стороны между домами № 16 и 30.

## Здания и сооружения
Здания и сооружения улицы, являющиеся объектами культурного наследия:
- Дом 4
- Дом 6
- Дом 9
- Дом 24 — дом, в котором провёл свои детские годы руководитель тверских большевиков А. И. Криницкий — памятник истории.
- Дом 29